# میکونوس

میکونوس (به انگلیسی: Mykonos) (به یونانی: Μύκονος) از جزیره‌های متعلق به یونان در دریای مدیترانه و بخشی از جزیره‌های موسوم به کیکلادس است.
این جزیره سالانه پذیرای هزاران جهانگرد است که به ویژه تابستان راهی آن می‌شوند.نام این جزیره طبق افسانه های یونانی برگرفته از اولین حاکم آن، « میکونوس» می باشد.
بر پایه سرشماری سال ۲۰۱۱ بیش از ده هزار نفر در این جزیره زندگی می‌کنند.

## نگارخانه

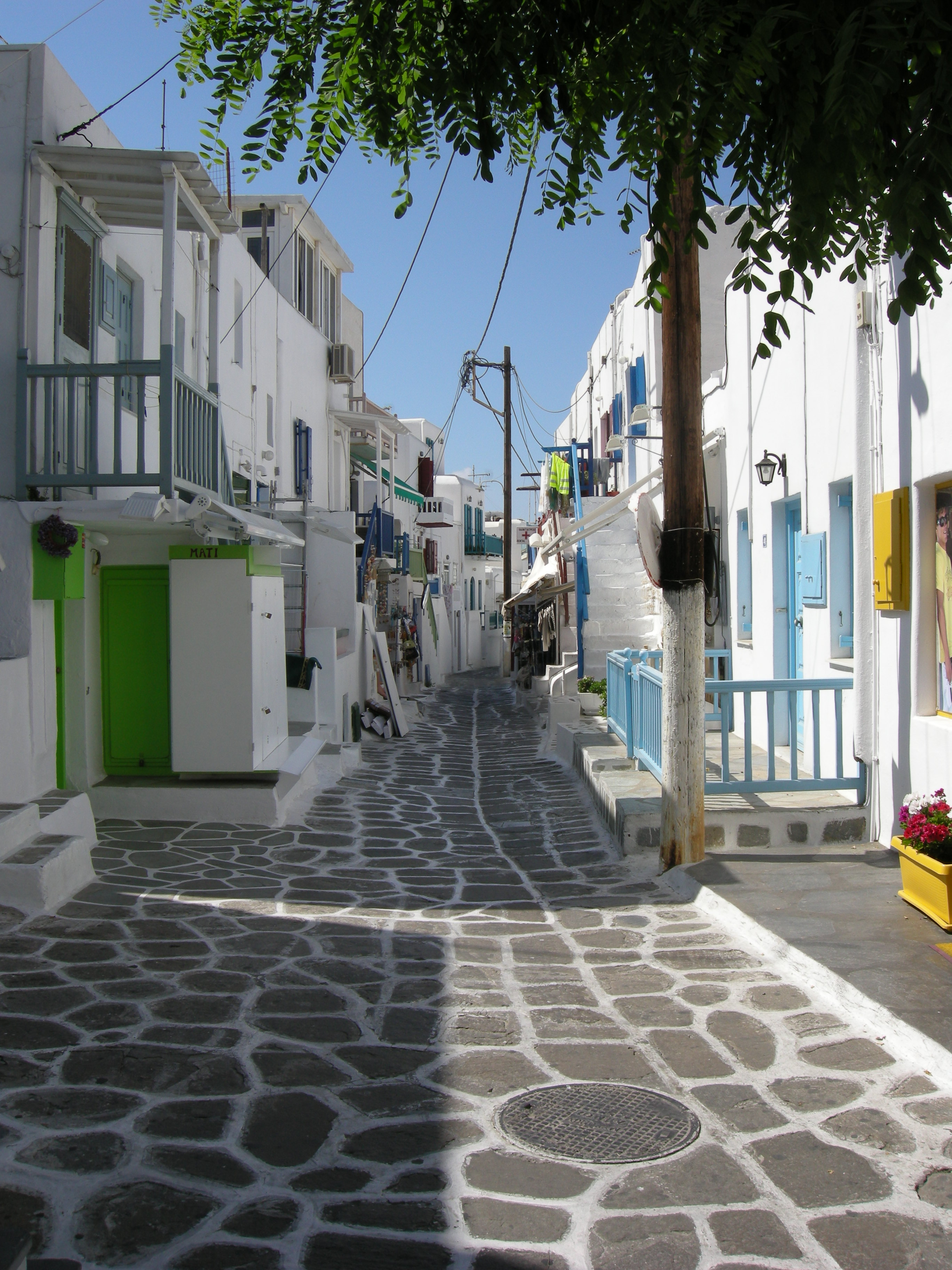
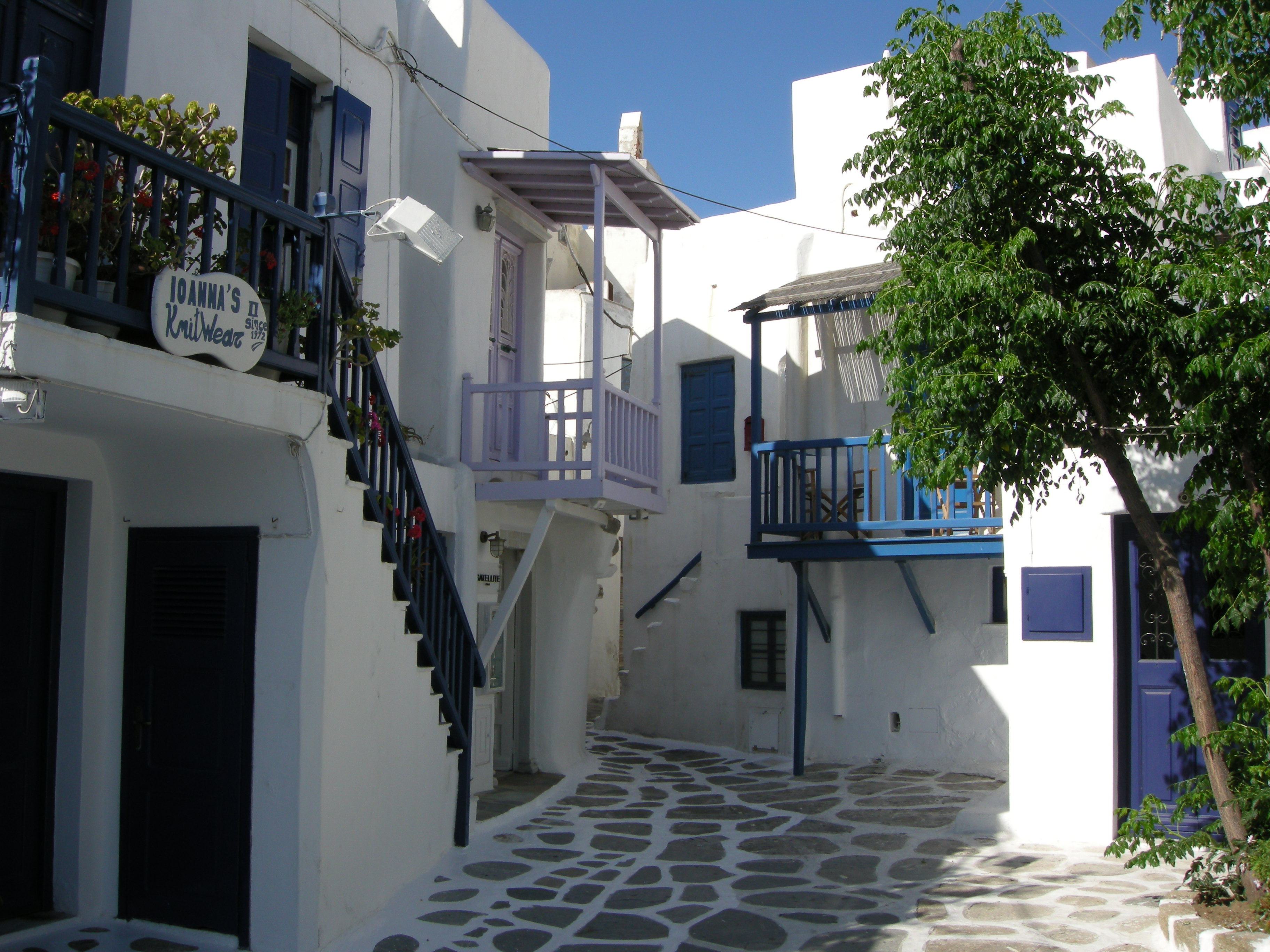
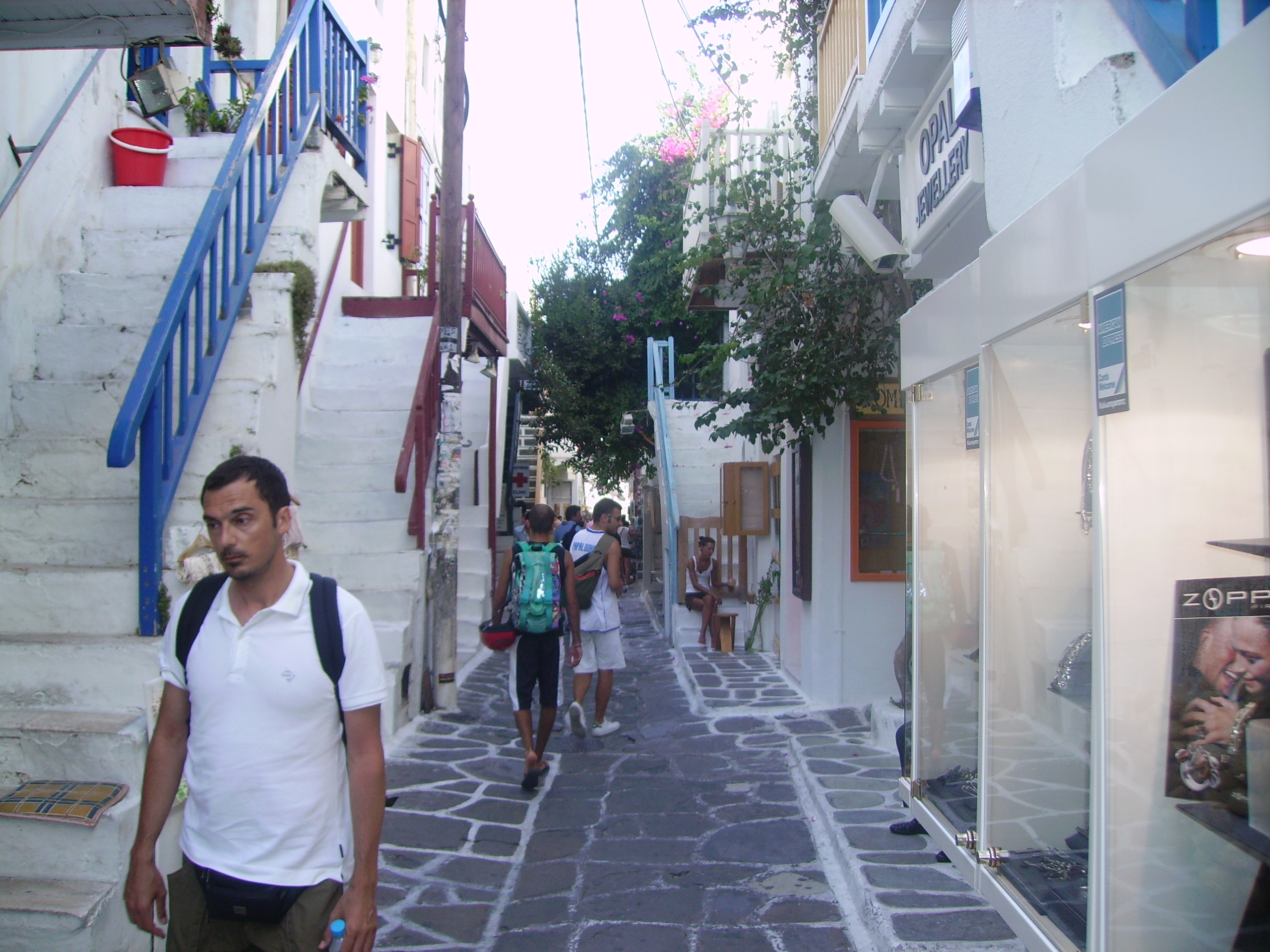
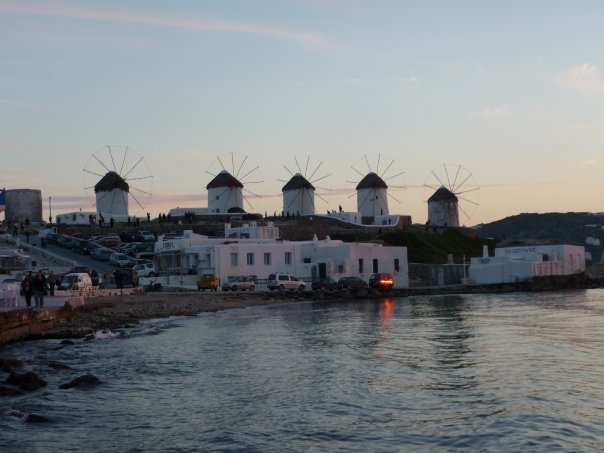
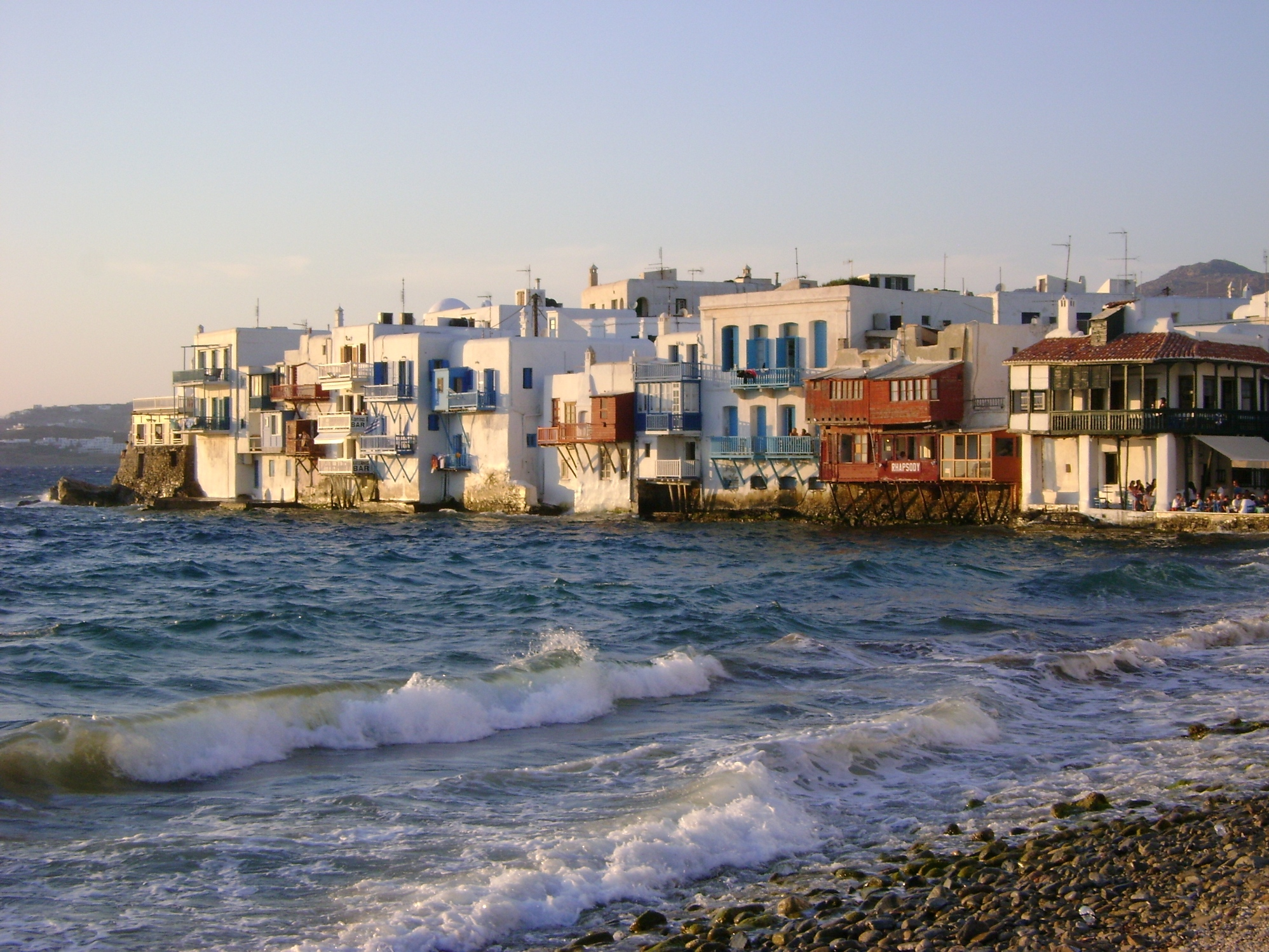
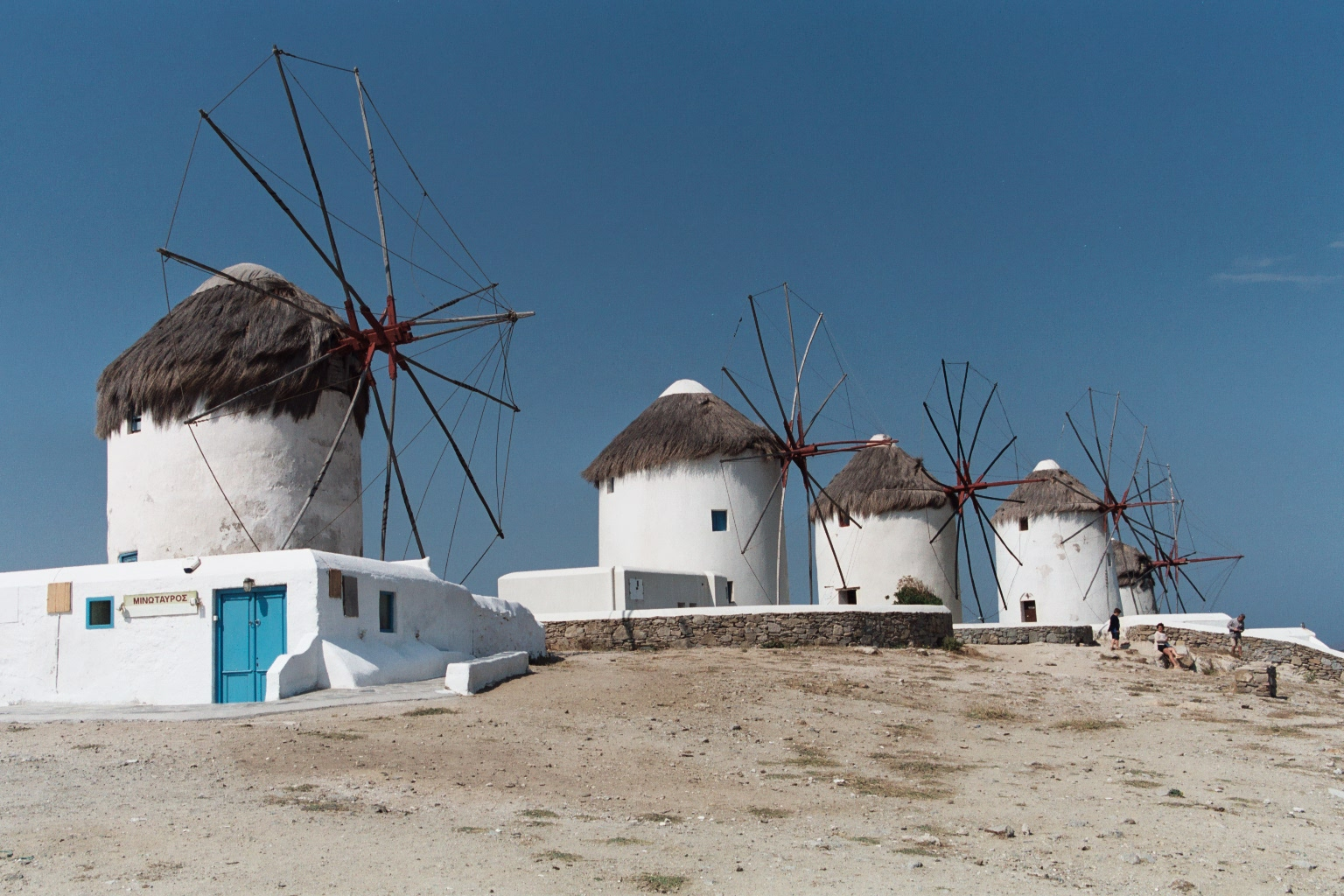
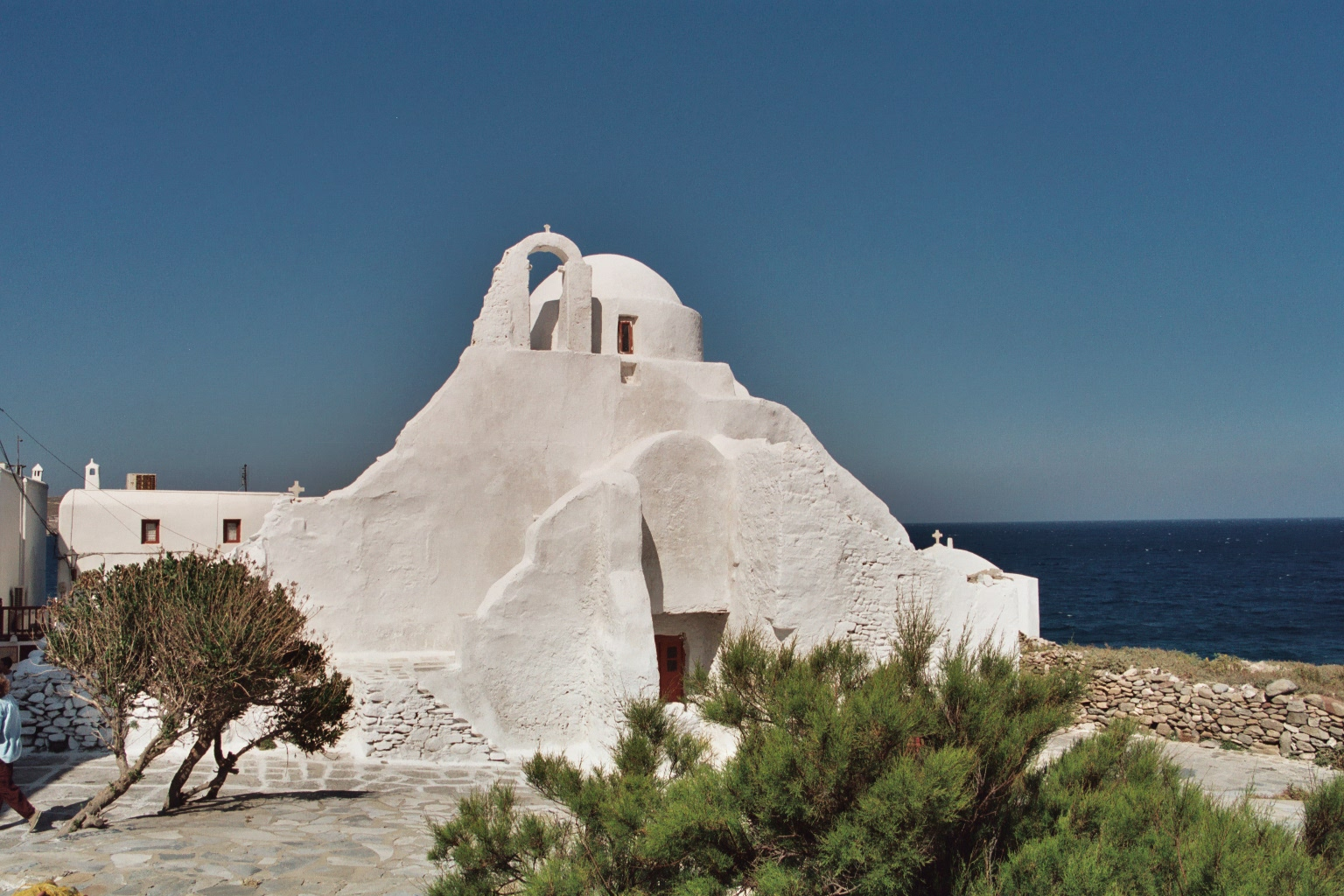
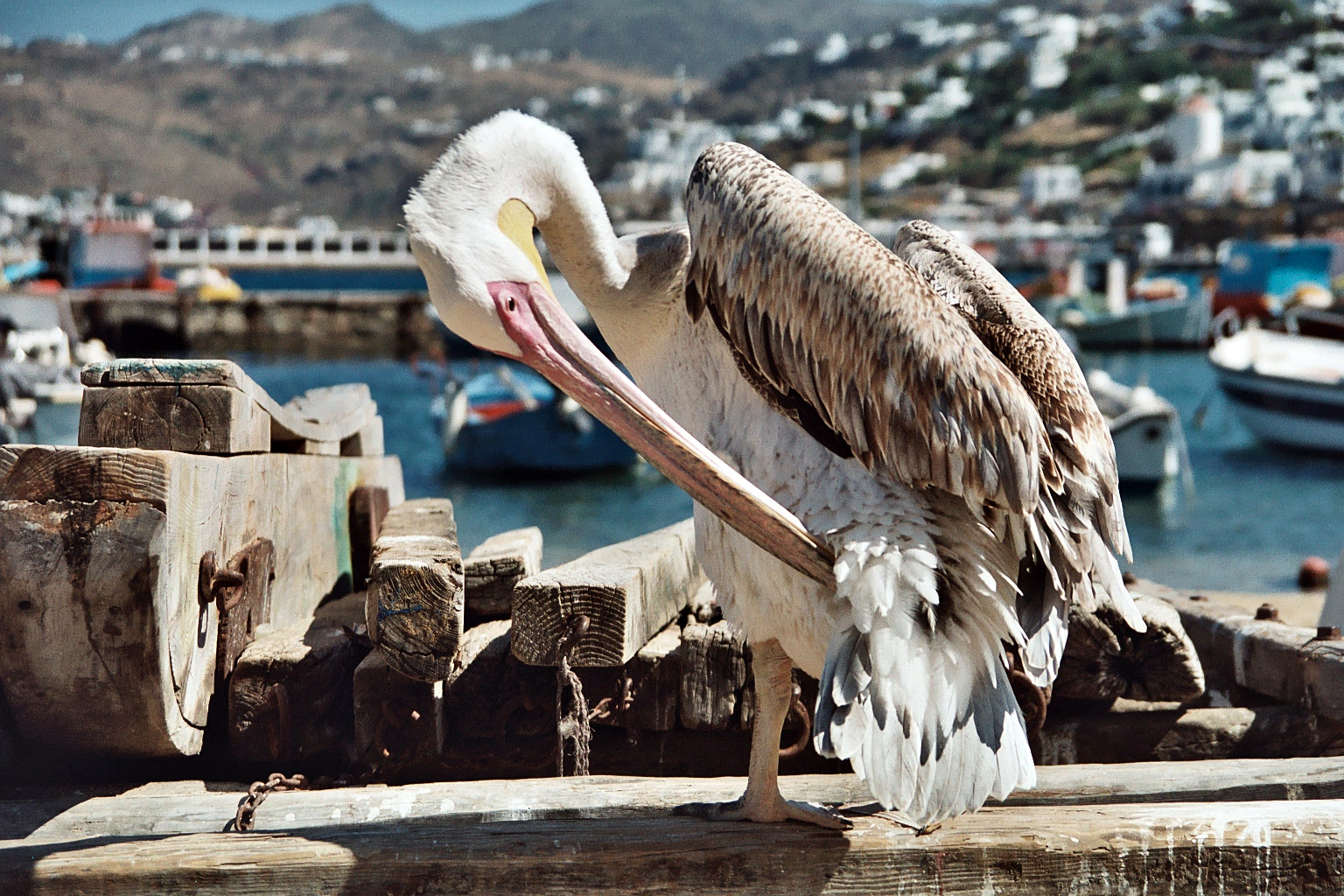
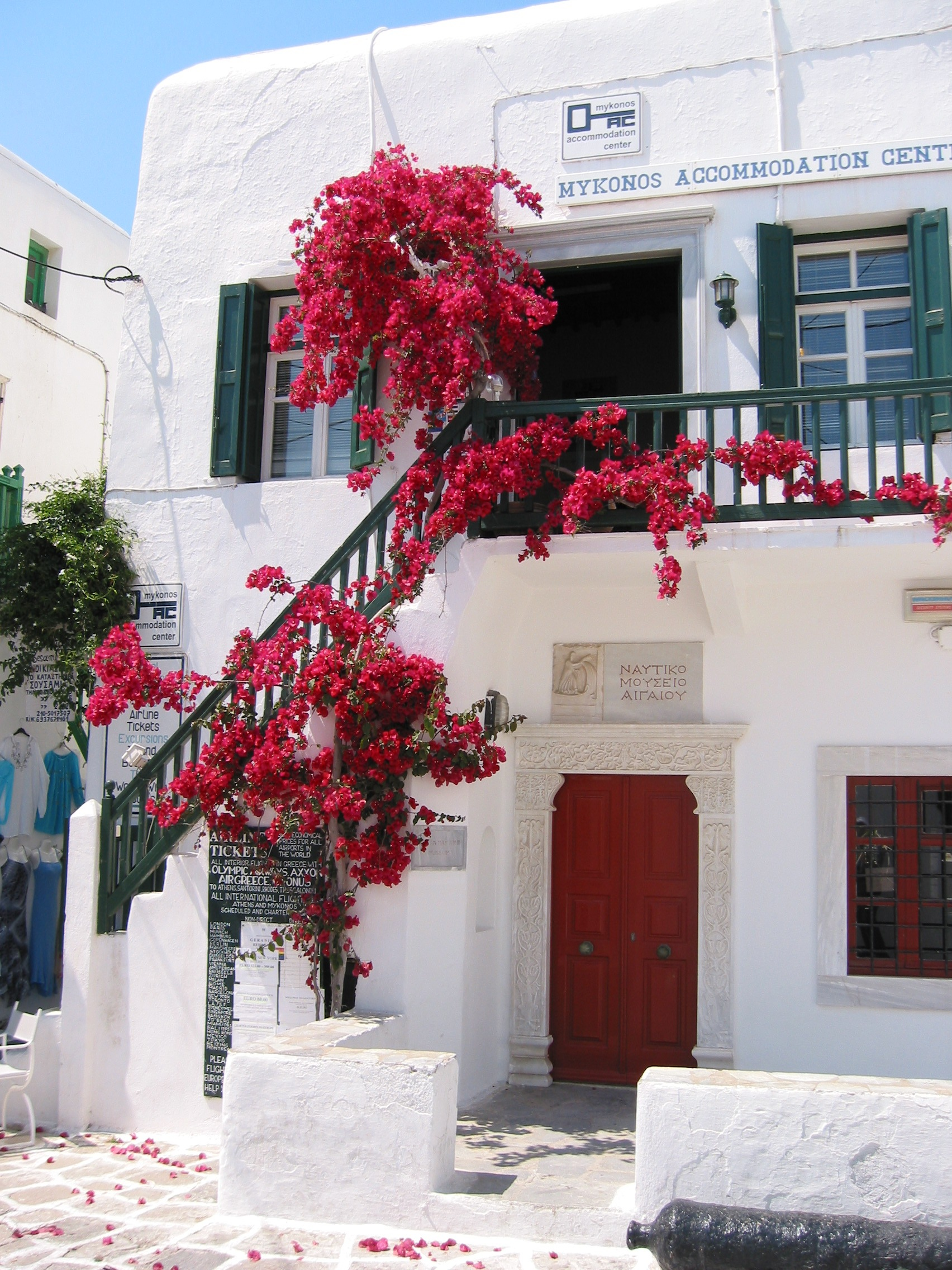
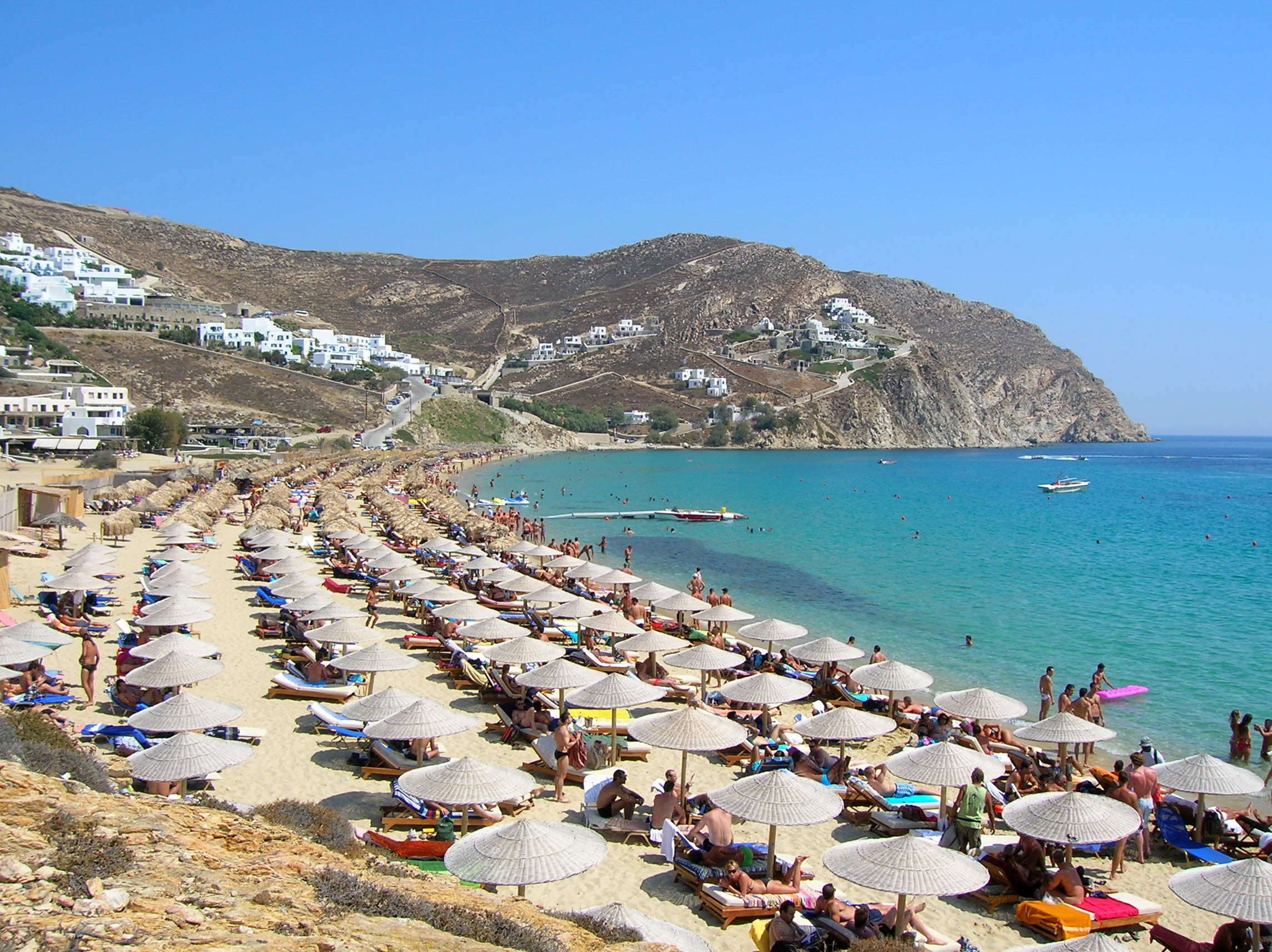